# Pavol Blažek
Pavol Blažek (* 9. červenec 1958, Trnava) je bývalý československý atlet slovenské národnosti, reprezentant v chůzi.
V roce 1982 vybojoval na evropském šampionátu v Athénách bronzovou medaili v chůzi na 20 km, když trasu zvládl v čase 1.26:13. Stříbro zde získal Jozef Pribilinec, který byl o osmnáct sekund rychlejší. Na prvním ročníku mistrovství světa v atletice 1983 v Helsinkách se umístil na šestém místě (20 km). Šestý skončil také na mistrovství Evropy v atletice 1986 ve Stuttgartu. V roce 1987 na světovém šampionátu v Římě obsadil v chůzi na 50 km osmnácté místo. Na kratší vzdálenosti dokončil závod na jedenáctém místě.
Největší úspěch své kariéry zaznamenal v roce 1990 na mistrovství Evropy ve Splitu, kde vybojoval zlatou medaili (20 km) v čase 1.22:05. Ve stejném roce, 16. září vytvořil v Hildesheimu časem 1.18:13 nový světový rekord v chůzi na 20 km. V roce 1994 rekord vylepšil Číňan Bu Lingtang (1.18:04).
Čtyřikrát reprezentoval na letních olympijských hrách (Moskva 1980, Soul 1988, Barcelona 1992, Atlanta 1996). Největší úspěchy zaznamenal na olympiádě v Moskvě, kde v chůzi na 50 km skončil na desátém místě a na kratší, dvacetikilometrové trati došel jako čtrnáctý.